# Miracolul (film din 1988)
Miracolul este un film românesc din 1988 regizat de Tudor Mărăscu. Rolurile principale au fost interpretate de actorii Anton Tauf, Florina Luican, Colea Răutu.

## Distribuție
Distribuția filmului este alcătuită din:
- Șerban Ionescu — Matei Cobăieșu
- Horațiu Mălăele — Dinu Carp
- Ernest Maftei — Ilie Hogea
- George Ferra — Prof. Apostolescu
- Dumitru Palade — Luca Mărăcineanu
- Marian Culineac — Iosif Tătaru
- Florina Luican — Hrisanta
- Mihai Mereuță
- Nicolae Praida — Gheorghe Dinică
- Colea Răutu — Grigore Mîrza
- Ioana Marinescu — Ilinca mică
- Florin Anton — Radu Bîrcă
- Teodora Mareș — Anca
- Anton Tauf — Tudor Volbea
- Dragoș Pâslaru
- Andrei Codarcea
- Elena Drăgoi — Ilinca
- Ana Ciontea

## Primire
Filmul a fost vizionat de 1.082.680 de spectatori în cinematografele din România, după cum atestă o situație a numărului de spectatori înregistrat de filmele românești de la data premierei și până la data de 31 decembrie 2014 alcătuită de Centrul Național al Cinematografiei.